# Pine Brook (dopływ Big Brook)
Pine Brook – strumień (brook) w kanadyjskiej prowincji Nowa Szkocja, w hrabstwie Inverness, płynący w kierunku północnym i uchodzący do Big Brook; nazwa urzędowo zatwierdzona 3 marca 1949.